# Syrphoctonus rufulus
Syrphoctonus rufulus là một loài tò vò trong họ Ichneumonidae.